# Puente internacional de Rumichaca
El puente internacional de Rumichaca es el principal paso fronterizo entre las naciones de Ecuador y Colombia situado sobre el Río Guáitara que originalmente era el paso oficial de frontera y que es el resultado de la horadación de la peña por la fuerza del agua del río que desde este punto y hacia abajo, en territorio colombiano, se denomina río Guáitara y forma un profundo cañón.
Es un puente natural, estructurado por Huayna Cápac, el soberano inca, para el paso de sus tropas, sobre el tortuoso río Guáitara que en este sitio forma el espectacular cañón del río. Desde 1880, es Aduana Nacional y se ubica en la frontera colombo-ecuatoriana, a 3 kilómetros de Ipiales (Nariño), y a 7 kilómetros de Tulcán (Carchi); en la vía Panamericana que une las Américas: norte, y central, con la del sur.
Está situado en el Nudo de los Pastos o de Huaca, considerado por los indígenas el ombligo del universo y desde tiempo ancestral fue parte del camino de los indígenas pastos. El intercambio comercial entre Colombia y Ecuador es intenso, y hace de este trayecto la principal arteria por donde pasan la mayor parte de los productos de estas naciones, que es la principal actividad económica de Tulcán, (Ecuador), e Ipiales, (Colombia), por ser estas dos ciudades las más próximas a la frontera, además del turismo que se disfruta en estas regiones.

## Toponimia
El término «Rumichaca» proviene del quechua, rumi: 'piedra', chaca: 'puente'.

## Características
El puente internacional de Rumichaca es el principal paso fronterizo entre Colombia y Ecuador; originalmente era el paso obligado ancestral, desde la época de la conquista hasta nuestros días. La formación del puente es el resultado de la horadación de la peña por las aguas torrenciales del río Carchi, que desde este punto y hacia abajo, en territorio colombiano, se denomina río Guáitara y forma un cañón profundo  con paisajes espectaculares.
Sobre el puente natural se levantan las casas de aduanas de Colombia y Ecuador, construidas hacia 1932, y 1936 respectivamente; han sido testigo del paso del tiempo y una gran muestra de la arquitectura republicana; fueron remodeladas: la ecuatoriana en el 2000, y la colombiana en el 2009, para dar paso a Centros Binacionales de Cultura y Turismo, donde se promueve la integración entre las dos naciones.
En 1972 se inauguró el puente en concreto conocido como internacional, a unos metros más al oriente del puente natural, que forma parte de la Carretera Panamericana. Para el 2012, se construirá un puente paralelo como solución para la gran movilidad de personas y vehículos que necesita la frontera.

## Historia
De las fuentes documentales escritas más antiguas, sobre Rumichaca, tenemos la descripción del cronista Pedro Cieza de León, en 1543, dice:

"...se llega a un río.. y está una puente en este río... alta y muy gruesa y hácese en el medio de ella un ojo por donde pasa la furia del río, y por encima van los caminantes que quieren, llámase a este puente Lumichaca en lengua de los ingas, y en la nuestra querrá decir puente de piedra..."

Los incas, al invadir el territorio de los pastos (sector sur del departamento de Nariño, Colombia, sostuvieron varios encuentros bélicos, y construyeron en Rumichaca, fortalezas. Los nativos llamaban al río: Pastarán, los incas Ancashmayu.
Los invasores españoles, delimitaron hasta el río Grande de Quillasinga, el territorio del Reino de Quito. En 1825, la ley de División Territorial de la Gran Colombia, señaló la línea fronteriza de los departamentos de la Nueva Granada y Ecuador, el río Carchi hasta Rumichaca.
Mediante la ley 5 de 1880, el Gobierno Nacional, trasladó a Rumichaca la Aduana Nacional que funcionó por muchos años en Carlosama, e inició labores el resguardo de aduanas en 1881.
El 4 de abril de 1920, los presidentes Marco Fidel Suárez de Colombia y Alfredo Baquerizo Moreno del Ecuador, sostienen un histórico encuentro en Rumichaca y se dan un abrazo fraternal tras colocar la primera piedra de un monumento que celebraría el acuerdo de límites entre ambos países, obran que no se llegó a materializar. Las Casas de Aduana, eran vetustas y con techo pajizo; la vía carreteable apenas se iniciaba el proyecto de construcción, hasta entonces aún estaba en boga la recua, pero ya se pensaba en elegantes sedes aduaneras.
El 1 de diciembre de 1931, durante el gobierno colombiano de Enrique Olaya Herrera, se terminó la construcción del edificio de arquitectura republicana en 1932 (ver datos adicionales), año en que se instalaron las oficinas de la Aduana Nacional. La construcción de la Casa de Aduanas del lado ecuatoriano, se inició en 1933 y se concluyó en 1936
En 1966, el gobierno de Guillermo León Valencia de Colombia y la Junta Militar del Ecuador, acuerdan construir el Puente Internacional de Rumichaca, en concreto armado, con 80 metros de longitud, dos carriles, dos voladizos externos y un tramo intermedio suspendido, que hacen sentir las vibraciones al común de las gentes, tiene una altura de 34 metros sobre el lecho del río Guáitara, puede soportar un peso de 30 toneladas (actualmente es de 60 toneladas). Finalmente después de fallidos intentos fue inaugurado en 1973.
En 1982, en la visita del presidente colombiano Belisario Betancur Cuartas a Ipiales, y por la amistad con Miguel Ángel Díaz, alcalde de esta ciudad, se promueve la modernización de las oficinas de Aduanas en Rumichaca, se inicia con el desmonte de toneladas de tierra para adecuar el terraplén, y la construcción del Cenaf, Centro de Atención en Fronteras de ambos países, dado al servicio en 1988. En 2012 se pretende construir oficinas inteligentes para agilizar los trámites del tránsito de pasajeros y vehículos que es voluminosa.
El 1 de octubre de 1992, entró en vigencia la zona de libre comercio entre Colombia y Ecuador, y se anuncia la apertura de la frontera las 24 horas del día, antes se cerraba entre las 6 p. m. a las 6 a. m. Los comerciantes y transportistas ecuatorianos realizaron una protesta.
En 1995, el Congreso Nacional de Colombia, aprobó la Ley de Fronteras, la n.º 591, que creó generó muchas esperanzas y expectativas de los pobladores y gobernantes de las fronteras colombianas, en especial de la zona de la ex provincia de Obando. Ahora desde el 2008, se pretende reformarla y se han realizado reuniones y consultas en distintos lugares limítrofes.
El 17 de diciembre de 1996, el presidente de Colombia, Ernesto Samper y Abdalá Bucaram del Ecuador, acuerdan construir un puente paralelo, y abren la frontera las 24 horas; el 1 de septiembre de 2002, las autoridades presionados por transportistas y comerciantes la cierran entre las 10 p. m. a las 6 a. m. hasta la actualidad, por inseguridad y poco tránsito vehicular.
Finalmente dado el intenso tráfico de personas y vehículos, y los continuos trancones en el puente de Rumichaca, la circulación vehicular promedio en estudio de la PTDA del Carchi en el 2011, fue de 8.247 vehículos/día. El proyecto de la construcción de un puente paralelo en Rumichaca comenzó en 1996 (ver), en el 2001 la congestión obligó a los gobiernos de Colombia y Ecuador a emitir boletines de prensa sobre el tema, en el 2006 se incluyó en el plan un nuevo Centro Binacional de Fronteras para funcionamiento conjunto, y el 25 de noviembre de 2013 se inauguró el nuevo puente binacional con una estructura de 71,20 metros de largo y 14,95 metros de ancho, con tres carriles para vehículos, uno peatonal y uno más para bicicletas.

### La Casa de Aduanas
En una acuciosa investigación, el profesor J. Mauricio Chaves Bustos anota lo siguiente: "En 1880, la Aduana Nacional se traslada de Carlosama a Ipiales, ubicándose en una vieja casa de tapias que cada día resulta más inoperante, de tal manera que pasados muchos años, se gestionó la construcción de una casa que pudiera ofrecer los servicios necesarios, además de guardar la dignidad de una institución y de un país. Es así como en 1931 se inicia la construcción de la Casa de Aduanas, de corte republicano.
En 1932 se inauguró el Edificio de la Aduana Nacional en el puente de Rumichaca, siendo el administrador de aduanas de entonces el Sr. Paulo Emilio Padilla y alcalde de la ciudad el Sr. Joaquín Revelo, quienes promovieron la construcción de aquel bello y romántico edificio que muchos nos dimos el placer de pasar cuando viajábamos hacia el Ecuador y que ahora ha sido recuperada, después de décadas de descuido y abandono. Los datos recogidos el periódico El Derecho de Pasto son los siguientes:
“Inaugurada la Casa de Aduana en Rumichaca, que regenta el Administrador de Aduanas Pablo Emilio Padilla. Se inició la construcción el 1º de julio de 1931, bajo la dirección de ingeniero bogotano José Francisco Cortes. El 25 de diciembre del mismo año se dio al servicio el edificio. El Ingeniero Mecánico Willy Fleischman, encargado del montaje del servicio higiénico, cuya obra finalizó el día sábado 30 de abril de 1932. El montaje para el servicio de agua está dotado así: Un motor de 2 caballos de fuerza, marca Deutzz, alemán de 1ª clase; una bomba de la misma marca y un dinamo de corriente continua de 110 voltios, 400 vatios, 1.100 R.P.M., con su respectivo tablero y demás accesorios. Con este dinamo se puede dar un correcto servicio de luz para el edificio. La casa vale 6.000 pesos oro (1931); sus cimientos son de piedra y cal, los muros de ladrillo y solo para las divisiones se ha utilizado el ladrillo crudo. El edificio tiene 4 salones creados para su objeto en el 2º piso; en el piso bajo esta el servicio sanitario, aparentemente para cocina y comedor, un salón de recibo y un pórtico.”
El hermoso edificio de la Aduana fue posible gracias a la intervención acuciosa ante las entidades nacionales del alcalde de entonces, Sr. Joaquín Revelo, cuñado del reconocido parlamentario e intelectual ipialeño Dr. Guillermo Chaves Chaves, quien, por demás, fue miembro de numerosas fundaciones culturales y sociales, como la de El Carácter, Caro, Lírico Musical Bolívar, y quien como Alcalde municipal o como Secretario de Hacienda del Departamento siempre buscó el progreso de su ciudad nativa, Ipiales.
En 1936, la hermana República de El Ecuador inaugura el bello edificio de Aduanas, que junto con el de Colombia, demarcan románticamente la línea que nos une, desde los lejanos tiempos de Huayna Cápac"

### Hitos históricos
|  | - 1535 – Pizarro estableció el límite entre la Provincia de Quito y la llamada Provincia de Quillasinga. - 1585 – Fundación de Ipiales, clérigos Andrés Moreno de Zúñiga y Diego de Bermúdez. - 1824 – El Congreso Nacional, expidió ley de División Territorial de la Gran Colombia: río Guáitara. - 1832 y 1856 – Convenios de Comercio y Navegación entre Colombia y Ecuador. - 1867 – Refuerzo del puente natural con cal y piedra, financiación binacional. - 1888 – Inauguración y prolongación de líneas telegráficas internacionales, para comercio con Ecuador. - 1908 – Decreto 916, artículo 7°: "Queda la ciudad de Ipiales, como lugar fronterizo con el Ecuador y residencia de Aduana Nacional...". - 1916 – Definición de la frontera internacional por Marco Fidel Suárez y Alberto Muñoz Vernaza. - 1920 – Dr. Marco Fidel Suárez (Presidente Colombia) y Dr. Alfredo Baquerizo Moreno (Presidente Ecuador) inauguraron el puente internacional. - 1953 – Mandatarios de Colombia y Ecuador ratificaron unión y solidaridad de los pueblos grancolombianos. - 1953 – Encuentro del Gral. Gustavo Rojas Pinilla (Presidente de Colombia) y Dr. José Mª Velasco Ibarra (Presidente de Ecuador). - 1966 – Encuentro del doctor Guillermo León Valencia, Presidente de Colombia, con la Junta Militar de Gobierno del Ecuador, se propone la construcción de un nuevo puente internacional en Rumichaca. - 1970 – Plan de acción para el puente y firma que la certificación del empréstito del Banco Interamericano de Desarrollo, para la terminación de la carretera de integración fronteriza.Firma del convenio con Ecuador para la construcción del nuevo puente internacional. - 1971 – Firma del convenio con Ecuador para la construcción del nuevo puente internacional. - 2010 – En octubre se inauguró en dicho edificio la Casa de Montalvo núcleo de Ipiales, iniciativa del intelectual ipialeño Julio César Chamorro, quien fue designado como su Director, la iniciativa contó con el apoyo decidido de los Consulados de Ecuador y Colombia en Ipiales y Tulcán, con el decidido apoyo del historiador Pablo Núñez Endara, del Alcalde de Tulcán Julio César Robles Guevara y de Ipiales Gustavo Estupiñán, además de la Alcaldía de Ambato dirigida entonces por Fernando Callejas Barona y por la Casa de Montalvo de Ambato dirigida por Mario Mora Nieto, entidad que donó, entre otras cosas: manuscritos originales, trajes del libelista ambateño Juan Montalvo, así como fotografías y otros elementos. - 2011 – Se hizo en dicho espacio un homenaje a los poetas Gonzalo Pozo Álvarez de Tulcán y Florentino Bustos Estupiñán de Ipiales, ubicando en las vitrinas del museo Montalvo tanto manuscritos como fotografías de los poestas en mención. - 2013 - Inauguración del nuevo puente fronterizo a cargo del presidente del Ecuador, Rafael Correa, en presencia del presidente de Colombia, Juan Manuel Santos. |

#### Valoración del Bien de Interés Cultural
El Ministerio de Cultura de Colombia, en la declaratoria de Bien de Interés Cultural de Carácter Nacional al conjunto Puente Natural Rumichaca y Antigua Casa de Aduana, ubicado en el municipio de Ipiales, departamento de Nariño, dictó la resolución n.º 1593 del 20 de octubre de 2006, y para ello tuvo en cuenta estos aspectos:
- 1. La normatividad vigente para estos eventos.
- 2. Los antecedentes históricos del Bien de Interés Cultural.
- 3. Los valores de orden temporal.:[8]

 "Originalidad: La tendencia arquitectónica y demás aspectos técnicos constructivos de la Antigua Casa de Aduana, representan el legado de la arquitectura de principios del siglo XX en esta región y la constituyen en muestra de la arquitectura civil de la época.
Valores de orden físico:
Constitución del Bien: La construcción se encuentra cimentada sobre sillares de piedra de 0,4 m x 0,4 m x 0,2 m, partiendo del fin del cañón a una profundidad de aproximadamente 5 metros, sobre estos, muros de carga de 0,6 m de espesor en ambas direcciones, construidos en ladrillo cocido y pegados con argamasa de cal y arena, mezcla utilizada además en el revestimiento.
Autenticidad: el cuerpo principal del edificio conserva en un alto porcentaje tanto sus componentes constructivos como sus valores estéticos (ornamentación), morfológicos y tipológicos (estructura espacial). Presenta dos intervenciones inadecuadas consistentes en la instalación de baterías de baños, las cuales son reversibles.
Valores de orden estético:
Respecto de su tendencia arquitectónica, puede ser definida como Republicana, tomando en cuenta su época de construcción, 1930 - 1932 y sus características, siendo un claro ejemplo de la arquitectura civil, utilizada en edificios de carácter público.
Valores de representatividad histórica y cultural:
Desde la conquista incaica, la llegada de los españoles y la independencia, el Puente Natural, ha representado un hito geográfico importante para salvaguardar la memoria colectiva como accidente geográfico y como elemento paisajístico del cañón del río Guáitara. En la frontera entre Colombia y Ecuador, se ha identificado en el tiempo como el principal paso fronterizo en el sur de Colombia.
Constituye un punto estratégico para la integración de Colombia y Ecuador, en la frontera y la afluencia turística, involucrada a la economía de la región, lo proyecta como "Centro Binacional de Cultura y Turismo";
Que el conjunto del Puente Natural Rumichaca y la Antigua Casa de Aduana se encuentra dentro de un perímetro urbano, pero se implanta en un escenario natural protegido como área de conservación ambiental, a la orilla del río Guáitara, razón por la cual, el Consejo de Monumentos Nacionales recomendó delimitar como área de influencia del conjunto, el terreno comprendido entre la frontera con Ecuador y un radio de 100 metros, partiendo del centro de la Antigua Casa de Aduana, según consta en el Acta número 06 del 16 de junio de 2006."
Con todos los anteriores aspectos y dada la relevante importancia, afortunadamente el Gobierno de Colombia, a través del Ministerio de Cultura, la Alcaldía de Ipiales y la Gobernación de Nariño aportaron presupuesto y se realizó la remodelación de la Casa de Aduanas, cuya inauguración fue el 22 de octubre de 2009, y se dio al servicio del público la oficina del Centro Binacional de Cultura y Turismo, que promueve estos aspectos en el área de influencia. -

### Para viajar de Colombia al Ecuador o viceversa
Los Gobiernos de Colombia y Ecuador acuerdan lo siguiente para fomentar el turismo:
Para entrar y salir de Colombia hacia Ecuador y viceversa, es obligación de los ciudadanos, sin excepción, presentarse a los correspondientes puestos de control migratorio en los CENAF (en el puente de Rumichaca) y aportar la documentación requerida ante las autoridades de migración para efectuar los controles y autorizaciones del caso como lo determina la ley.
En diciembre de 2012, los presidentes de Colombia y Ecuador firmaron un acuerdo binacional en Tulcán, para facilitar el tránsito de personas y vehículos en la Zona de Integración Fronteriza -ZIF-, provincias de: Carchi, Sucumbíos, Imbabura y Esmeraldas en Ecuador, y los departamentos de: Nariño y Putumayo en Colombia.
Todos los trámites ante las autoridades migratorias de Colombia y Ecuador son presenciales, gratuitos y rápidos, por lo que no requiere intermediarios.
A: Para el ingreso de colombianos a la ZIF:
1. No se requiere la Tarjeta Andina, pero el turista o viajero debe presentarse con la cédula de ciudadanía o pasaporte y registrarse en el control migratorio del Ecuador en Rumichaca -a la entrada y a la salida- 2. No se requiere gestionar el permiso de internación del vehículo, 3. El Seguro Obligatorio de Accidentes SOAT, para vehículos colombianos que ingresan a territorio ecuatoriano, no es obligatorio; pero si desean puede adquirirlo en Tulcán. 4. Para el tránsito de vehículos extranjeros, no se requiere copias del convenio de Esmeraldas sellados por parte de la Aduana.
2a:  Para el ingreso de ciudadanos colombianos más allá de la Zona de Integración Fronteriza, ZIF, se requiere: 1a, Diligenciar la Tarjeta Andina en los Cenaf en Rumichaca, A. Para los hijos menores de 18 años: tarjeta de identidad o registro civil, 1b, Si el viaje es solo con uno de los padres o de terceras personas, es obligatorio llevar la "Autorización permiso de salida del país" para menores de edad, tramitar y apostillar en notaría pública de Colombia, autorizando la custodia del menor.
2b: Los colombianos que ingresen al Ecuador con vehículo particular deben gestionar el permiso de internación ante la Aduana de este país, llevar: licencia de conducción, tarjeta de propiedad, documento de identificación, formulario DJT (Declaración Juramentada de Turista, descargar en la página www.aduana.gob.ec); si el vehículo está a nombre de otra persona, llevar autorización autenticada mediante poder, entregar lo anterior al Servicio Nacional de Aduanas (Senae), o Aduana en Rumichaca, estos trámites son gratuitos.
Con vehículos de transporte internacional de pasajeros o servicio público, los mismos documentos arriba mencionados, agregar contrato de seguro en el cual se exprese una póliza por responsabilidad civil, y listado de pasajeros.
2c: A partir del 26 de julio de 2014, ya no es obligatorio adquirir el Soat para los colombianos que transiten por el Ecuador; esto según las autoridades para agilizar y facilitar "la mayor afluencia de turistas colombianos". Los ecuatorianos con automotor, que visiten la ciudad de Ipiales, Colombia, y sus alrededores, las autoridades de tránsito y policía no les exigirán el Soat, esto para facilitar el turismo y comercio fronterizo; este requisito si es obligatorio a partir del km 21 vía Panamericana hacia Pasto, Nariño, o que viajen más allá de este sitio; deben adquirirlo en el puente de Rumichaca, casa de aduanas, so pena de multas onerosas.
C: Al regresar el turista colombiano, en todos los casos, deberá presentarse con su cédula de ciudadanía en el Cenaf del Ecuador en Rumichaca, para su control; y devolver la Tarjeta Andina de Migración y el permiso internacional del vehículo; si no lo hace le suspenden las entradas al Ecuador y tiene que pagar multa.
D: Para quienes no tienen transporte propio, deben tener en cuenta que el servicio público de taxis de Tulcán hacia el puente de Rumichaca lo encuentran hasta las 5 y 30 p. m.; de esta hora en adelante tiene que pagar taxi expreso. Del puente hacia Ipiales, hay vehículos públicos hasta las 7 de la noche; retornan a sus labores a las 6 a. m. del siguiente día. La distancia de Tulcán a Rumichaca, son 10 km., dos horas a pie. Y de este sitio a Ipiales, son 3 km, caminar 40 minutos sin maletas.
E: El puente internacional de Rumichaca está abierto las 24 horas y el cambio de dinero (pesos a dólares o viceversa) puede hacerlo en este lugar. En horas hábiles (de trabajo) hay cambio de moneda en las dos ciudades fronterizas.